# 都市鉱山

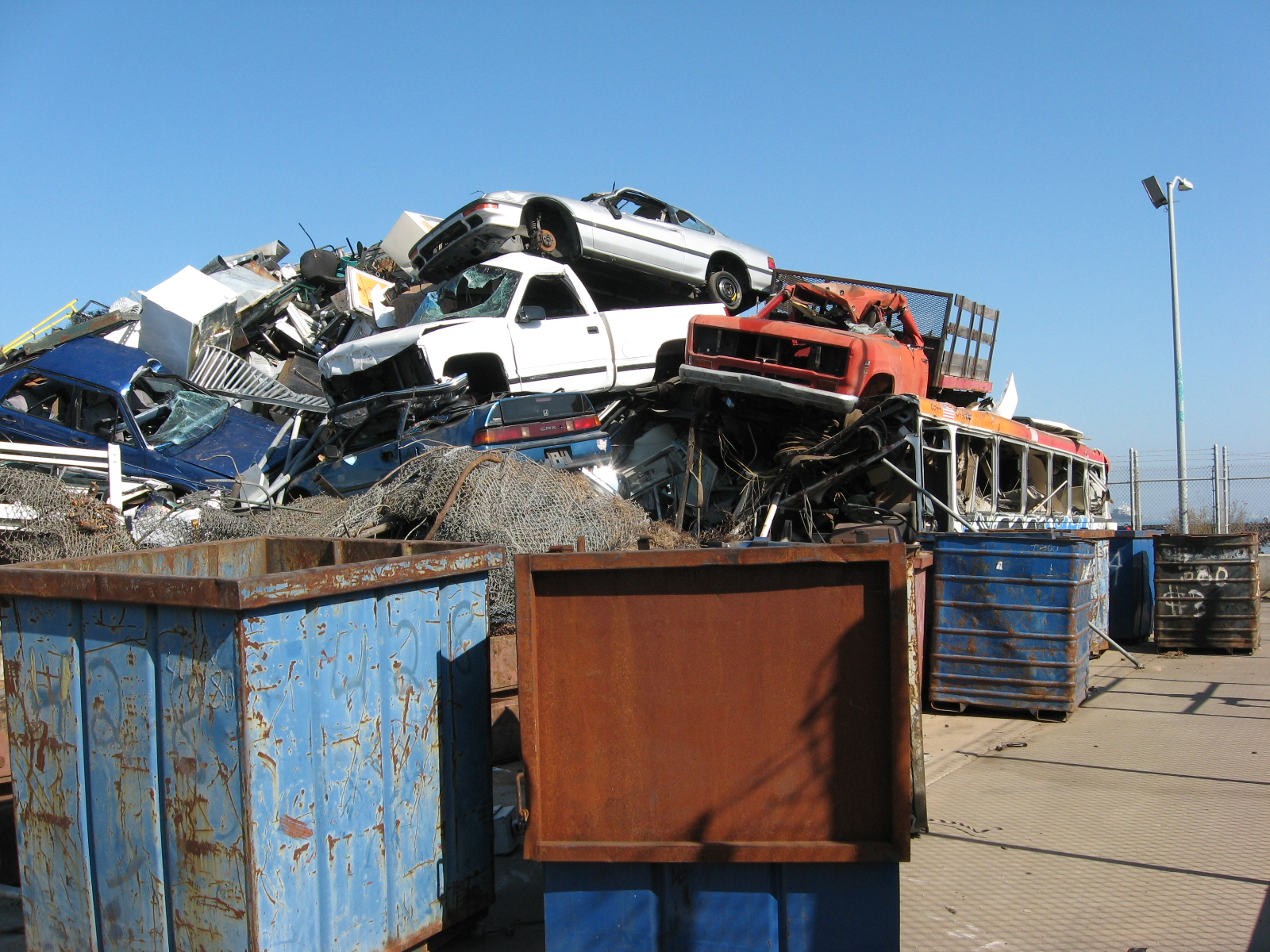

都市鉱山（としこうざん、英語: urban mining, e-waste, ドイツ語: Stadtschürfung）とは、都市でごみとして大量に廃棄される家電製品などの中に存在する有用な資源（レアメタルなど）を鉱山に見立てたものである。そこから資源を再生し、有効活用しようというリサイクルの一環となる。地上資源の一つでもある。

## 概要
1980年代、東北大学選鉱製錬研究所の南條道夫教授らが提唱したのが最初であるとされている。しかしそれ以前に、航空機に限った話ではあるものの、北原比呂志と古賀政雄によって研究がなされており、論文の最後では航空機以外の資源回収について言及されている。その後、東北大学多元物質科学研究所の中村崇教授らによって、都市鉱山開発のための人工鉱床計画などの構想も生まれた。
近年の産業界では、レアメタル価格の暴騰などにより、廃棄された携帯電話やパソコンの部品から希少資源を回収するなどの対策が進められており、都市鉱山という概念が再評価されている。
その地域の産業によっては、下水や汚泥から採算が取れる水準で貴金属を精製できることがある。

## 日本の都市鉱山
都市鉱山という観点から見ると、日本は世界有数の資源大国である。独立行政法人物質・材料研究機構が2008年1月11日に発表した数字によると、日本の都市鉱山に存在する金の総量は6,800トンで、これは全世界の現有埋蔵量の約16%にあたる。銀は60,000トンで、これは世界の埋蔵量の22%にもおよぶ。同様にインジウムは世界の16%、錫は11%、タンタルは10%と、日本の都市鉱山には全世界埋蔵量の一割を超える金属が多数存在する。
なおテレビ朝日の番組によると、富山高等専門学校准教授が廃棄パソコン100台分の金メッキ端子から2gの金を採取したとのことである。
都市鉱山からの金属回収を進めるため、日本は2013年4月に小型家電リサイクル法を施行している。

### 商業ベースによる活用の例
DOWAホールディングスの小坂鉱山（秋田県）では、家電の電子基板類のリサイクルを通じて金、銀、銅のほかスズ、ニッケル、アンチモン、セレンなどの20種類を超える金属回収を行っている。また、野村興産のイトムカ鉱業所（北海道）では、水銀灯や蛍光灯のリサイクルを通じて水銀の回収を行っている。
国内だけでなく、海外からも廃棄家電を輸入し、金属を回収する企業も出てきている。

### 行政による活用の例
日本下水道事業団の実施した汚泥分析調査によって諏訪湖流域下水道豊田終末処理場で下水汚泥に金が含まれていることが判明し、長野県はこれを精製して2008年だけで4000万円もの売却益を出している（収益は維持管理費に充当。同施設の廃棄物に多量の金が含まれていた理由として、周辺の貴金属を多く含む地層から金が下水道に溶け出した可能性や、周辺の精密機械工場で基板などに使った金メッキの排水が流れ込んだことなどが考えられる。）。
下水処理場の廃棄物からリンを取り出して活用する取り組みも岐阜市などで行われている。
火葬後に遺族が持ち帰らなかった残骨灰には、歯の治療や人工骨などで使われた金、銀、パラジウムなどが含まれており、自治体では売却益を火葬場の改修費に充てるなどしている。

### 都市鉱山メダル
東京2020オリンピック・パラリンピック競技大会における金・銀・銅メダルは、五輪大会において初のサイクル素材のみを原材料として制作された。「都市鉱山からつくる！みんなのメダルプロジェクト」により、金32kg、銀3,500kg、銅2,200kgが小型家電等から収集され、約5000のメダル原料として使用されている。都市鉱山メダルは、当大会の良き成果として、多数のメディアで取り上げられ、プロジェクトを指揮した物質・材料研究機構の原田幸明名誉研究員は「特に強調したいのが、“リサイクルした”だけではなくて、“リサイクルしたものを集めて、それがほとんど廃棄物を出さない状態で作っている”ということ。これは特に海外メディアに対して、強調しております」と述べている。なお、原田幸明氏はその功績により、令和4年秋に瑞宝小綬章を授与されている。

### 都市鉱山の利用における技術的課題
現在、金属を都市鉱山から取り出す技術として、リサイクル原料に混入した不純物などをバージン材で無害なレベルまで希釈し、原料全体を利用する「希釈型」とリサイクル原料から必要な物質だけを取り出す「抽出型」がある。地下資源の枯渇が懸念されている金や銀などのレアメタルは、基本的に「抽出型」である。現在の「抽出型」では、大量の廃棄物から微量の貴金属しか得られない状況である。そのため、取り出した貴金属の価格以内で廃棄物を処理しなければならないという、経済的困難さが大きな問題である。また、地下資源は、限られた地域内で大量に採掘できるが、都市鉱山においては、各地に製品として分散しており、一度回収して集める必要があるため、回収・輸送のコストが肥大化する問題もある。都市鉱山を利用するためには、廃棄物回収・資源抽出の低コスト化が必要である。

## 都市鉱山を扱ったフィクション
- 『アトム今昔物語』- 漫画『鉄腕アトム』の続編。1967年-1968年に連載。日本中のゴミを資源として大都市を東京湾に作るという、都市鉱山構想のさきがけ的な発想が見られる。
- 『太陽の黙示録』- 近未来のSF漫画。大地震のため海中に水没した都市鉱山を復興の切り札とする、というアイディアを葛城亮（主人公の参謀役）が出す。
- 『SHOGUN』- 浮浪者による立身出世物語。夢の島に廃棄されていたパソコンや冷蔵庫などから仲間の浮浪者と共に部品として使用されている金を集める描写がある。
- 「都市鉱山」（キリンジのアルバム「Buoyancy」に収録）- 都市鉱山を主題とした曲。歌詞にはイッテルビウム等鉱物名がそのまま並べられている。

## テレビ番組
- 日経スペシャル ガイアの夜明け “ゴミ”の電器がカネになる～テレビ・パソコン…潜む“金脈”～（2007年2月13日、テレビ東京）[27]。- 世界ゴミマーケットの現状を取材。

## 書籍

### 関連書籍
- 『地上資源が地球を救う 都市鉱山を利用するリサイクル社会へ』（著者:馬場研二）（2008年6月25日、技報堂出版）ISBN 9784765534321
- 『サステナブル金属素材プロセス入門 循環型社会の構築のために』（著者:中村崇）（2009年4月30日、アグネ技術センター）ISBN 9784901496490
- 『図解 よくわかる「都市鉱山」開発 レアメタルリサイクルが拓く資源大国への道』（著者:原田幸明 醍醐市朗）（2011年8月29日、日刊工業新聞社）ISBN 9784526066481
- 『バイオベース資源確保戦略 都市鉱山・海底鉱山に眠る貴金属・レアメタル等の分離・回収技術』（監修:小西康裕）（2015年7月1日、シーエムシー出版）ISBN 9784781310756